# احمد ناصر المحمد الصباح
شیخ احمد ناصر المحمد الصباح (زادهٔ ۱۳ فوریهٔ ۱۹۷۱) یکی از اعضای خانوادهٔ سلطنتی کویت است که از سال ۲۰۱۹ تا ۲۰۲۲ به عنوان وزیر امور خارجه خدمت کرد.

## افتخارات
- فرانسه: نشان لژیون دونور (۲۰۱۹)، توسط ماری ماستوپوی، سفیر فرانسه اهداء گردید.[۱]